# Candona acuta
Candona acuta är en kräftdjursart som beskrevs av Clarence Clayton Hoff 1942. Candona acuta ingår i släktet Candona och familjen Candonidae. Inga underarter finns listade.